# Guia Kantxeli
Guia Kantxeli, també conegut com a Giya Kancheli (georgià: გია ყანჩელი; Tbilisi, Geòrgia, 10 d'agost de 1935 - 2 d'octubre de 2019), va ser un prolífic compositor georgià. Ha estat, i encara és, el compositor georgià més reconegut, admirat pel seu control del silenci i per una aparent simplicitat que amaga una gran profunditat.
Va ser un dels compositors més destacats de l’espai postsoviètic. Format al Conservatori de Tbilisi, va desenvolupar una carrera lligada inicialment al món soviètic, escrivint simfonies, música de cambra, obres vocals i més de cinquanta bandes sonores per al cinema i una quarantena per al teatre. Després de la desintegració de la URSS, Kantxeli es va traslladar el 1991 a Berlín i el 1995 a Anvers, on fou compositor resident de la Reial Filharmònica Flamenca. A partir dels anys noranta, la seva obra començà a difondre’s per Europa i els Estats Units, rebent nombrosos encàrrecs.
La seva música es distingeix per un lirisme intens, un ús dramàtic del silenci i forts contrastos entre passatges molt suaus i esclats sonors sobtats. Combina espiritualitat, dolor i una gran força emocional. Algunes de les seves obres més conegudes són Styx, escrita en memòria d’amics compositors, i les seves últimes simfonies, que reflecteixen una profunda contemplació del món i la mort.

## Biografia

### Infància
Guia Kantxeli va néixer a Tbilisi, aleshores República Socialista Soviètica de Geòrgia, en una família benestant de metges. Era fill d’Aleksandr Ivanóvitx Kantxeli i d’Agnessa Levanovna (Khechinashvili) Kantxeli. El seu pare, cirurgià, era ortodox i la seva mare, catòlica.
Durant la infància de Guia Kantxeli, Geòrgia es troba sota el control total del règim soviètic. Cap familiar seu és membre del partit, i ell creix sense gaire coneixement del sistema socialista. Estudia piano a l’escola de música de Tbilisi. Quan esclata la Segona Guerra Mundial, el seu pare és mobilitzat com a metge militar i destinat prop de Khàrkiv (Ucraïna), on Guia estudia durant uns mesos. Aquest contacte primerenc amb el país marcarà un vincle durador, reforçat anys més tard per l’amistat amb el compositor Valentín Silvèstrov. Després de la guerra, la família torna a Tbilisi. Kantxeli acaba els estudis secundaris, però fracassa en el primer intent d’entrar a l’escola de música.

### Universitat
Va començar estudiant geologia, però més tard es decantà per la música. Un dels primers descobriments musicals que el van marcar va ser el jazz, especialment el de Glenn Miller. Malgrat el canvi de vocació, vas mantenir els estudis de geologia, probablement per pressió familiar. Alhora, comença a formar-se musicalment de manera privada, amb classes de teoria i harmonia que li permetin accedir al títol de composició al Conservatori de Tbilisi. Finalment, hi va ingressar durant el cinquè curs universitari, amb el piano com a instrument principal, instrument amb el que aviat destacaria. Quan Kantxeli va obtenir el títol en geologia l’any 1959, ja havia iniciat el seu camí musical.

### Conservatori
Amb la mort de Ióssif Stalin el 1953, el món soviètic va viure un període d’obertura i de descobriment de les tendències culturals occidentals, fins aleshores pràcticament inaccessibles. Fou en aquest context que Guia Kantxeli començà els seus estudis al Conservatori de Tbilisi, als 25 anys, sota la direcció de Íona Túskia, un mestre de renom que havia estat alumne d'un modernista rus anomenat Vladímir Sxerbàtxov a la dècada de 1920. Molts professors provenien del Conservatori Txaikovski de Moscou o del Conservatori Rimski-Kórsakov de Sant Petersburg. El seu període de formació musical al Conservatori Estatal de Tbilisi s’estén entre els anys 1959 i 1963, anys que van coincidir amb el desglaç i la pressa per assimilar les noves tècniques i teories musicals desenvolupades a Europa i als Estats Units durant el període estalinista.
Durant els anys d'estudi al conservatori, Kantxeli gaudeix d’un suport econòmic estatal gràcies a una beca Lenin, que li dona l’oportunitat de seguir amb la seva formació. Determinades descobertes el commouen profundament, com La consagració de la primavera del rus Ígor Stravinski, així com també composicions de l'hongarès Béla Bartók i de l’austríac Anton Webern. També descobreix la música vibrant i inspiradora de Dmitri Xostakóvitx, les simfonies del qual —entre altres obres— es converteixen per a ell en un referent dins el context de la música contemporània a la qual es podia accedir a la URSS en aquella època.

### Primeres composicions
El 1961 va escriure la seva primer obra Concert per a orquestra, que es va estrenar a Tbilissi el 2 de febrer de 1963. Aquesta partitura, Kantxeli s’alinea amb els modernistes soviètics que s’allunyaven de l’estètica oficial imposada per les autoritats de l’URSS i representa una clara mostra d’interès pel dodecafonisme i l’escriptura serial, en sintonia amb les recerques musicals del moment d'Edisson Deníssov, Sofia Gubaidúlina, Arvo Pärt, Jaan Rääts, Alfred Schnittke, Valentín Silvèstrov, entre d’altres. Malgrat la censura i les crítiques severes, la partitura provoca impacte i Kantxeli persevera amb valentia. Tot i les valoracions negatives —que evidencien la contradicció dels criteris oficials—, aquell mateix 1963, just després de graduar-se, obté un reconeixement molt prestigiós i cobejat: el Premi dels Joves Compositors de l’URSS. Una altra obra omposta al Conservatori l’any 1961 és el Quintet de vent (per a flauta, oboè, clarinet, trompa i fagot).
L’any 1962, Giya experimenta una vivència insòlita per a un jove creador limitat als confins de la seva Geòrgia natal, on la mobilitat estava fortament controlada o directament vetada. Se li concedeix el permís oficial, al costat d’una vintena de músics joves, per desplaçar-se a Varsòvia i assistir al Festival de Tardor de música contemporània, una de les cites més reconegudes de l’Europa de l’Est. Aquest esdeveniment oferia una finestra a les noves tendències musicals sense necessitat de sortir del bloc soviètic.
El 7 de maig de 1963, amb vint-i-vuit anys, estrena Largo i Allegro per a piano, timbales i orquestra de corda amb l’Orquestra Simfònica de la Ràdio i Televisió sota la direcció de Lihle Kiladze. El Largo mostra serenor i profunditat amb una gran maduresa formal, mentre que l’Allegro contrasta amb un caràcter intens i rítmic, influenciat per Xostakóvitx, amb moments d’agitació marcial. Aquestes primeres obres aviat queden relegades a l’oblit durant molts anys i mostren escassa afinitat amb el llenguatge musical que adoptarà més endavant.

### Cooperació amb Robert Sturua

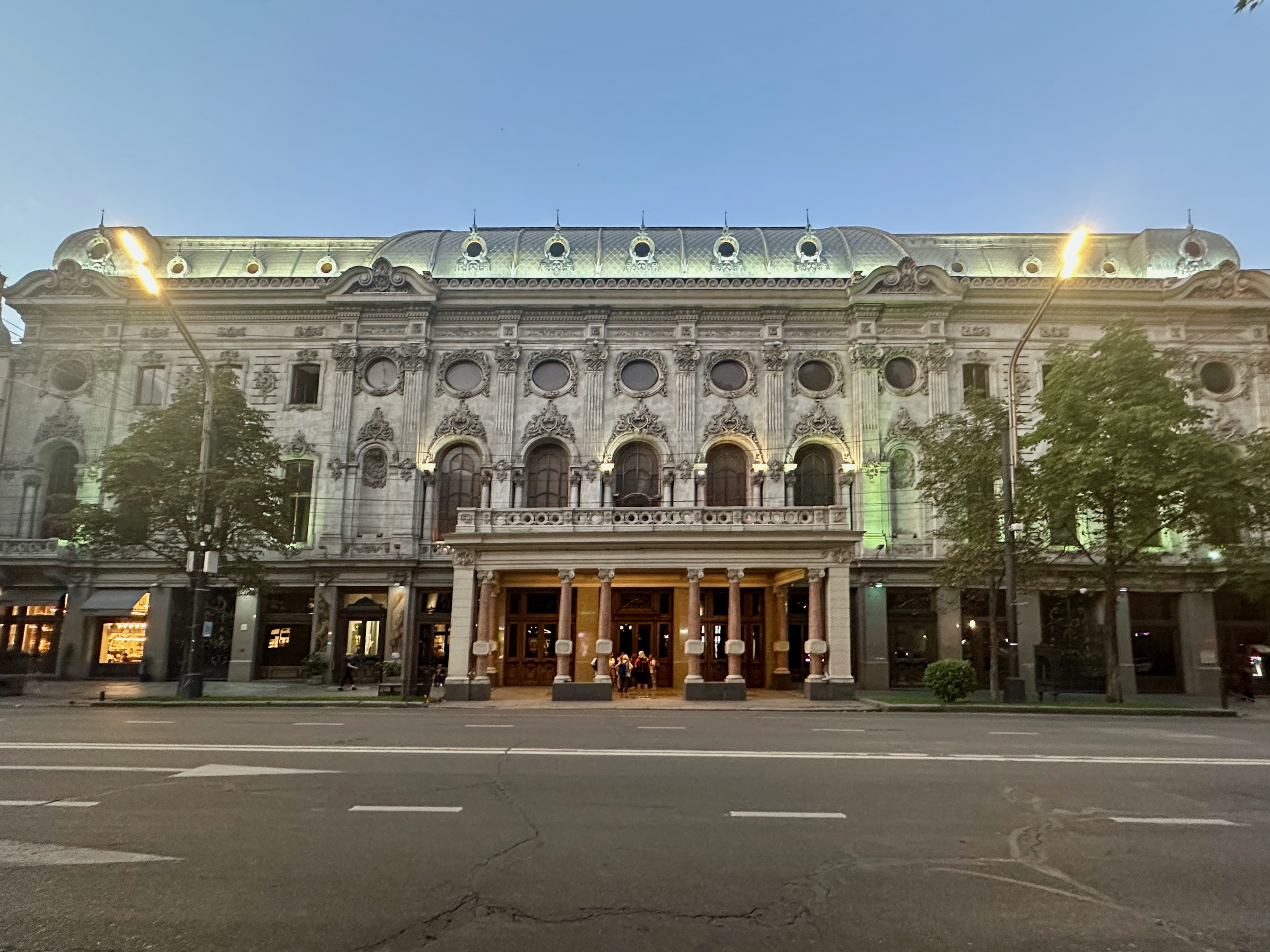
Teatre Rustaveli, on Kantxeli va ser director musical durant més de tres dècades

A partir d’aleshores, Kancheli inicia una col·laboració estreta amb el director Robert Sturua al Teatre Rustaveli, primer com a assessor i, des del 1971, com a director musical. Aquesta relació, que durarà vint anys, serà clau per consolidar la seva reputació. Quasi cada any, componia música incidental per a obres teatrals de procedències ben diverses (georgianes, russes, però també autors occidentals com Sòfocles, Molière, Labiche, Anouilh, Brecht, Shakespeare), totes dirigides per Robert Sturua. Durant aquest període de la seva vida, Kantxeli també va treballar estretament amb dues figures destacades de Geòrgia: el musicòleg Givi Ordzhonikidze i el director d'orquestra Djànsug Kakhidze.
Paral·lelament, i principalment per raons econòmiques, va escriure prop d'una cinquantena de bandes sonores per al cinema. Com molts altres músics de la seva època, va aprofitar aquesta activitat com una font d’ingressos valuosa.

### Primera simfonia

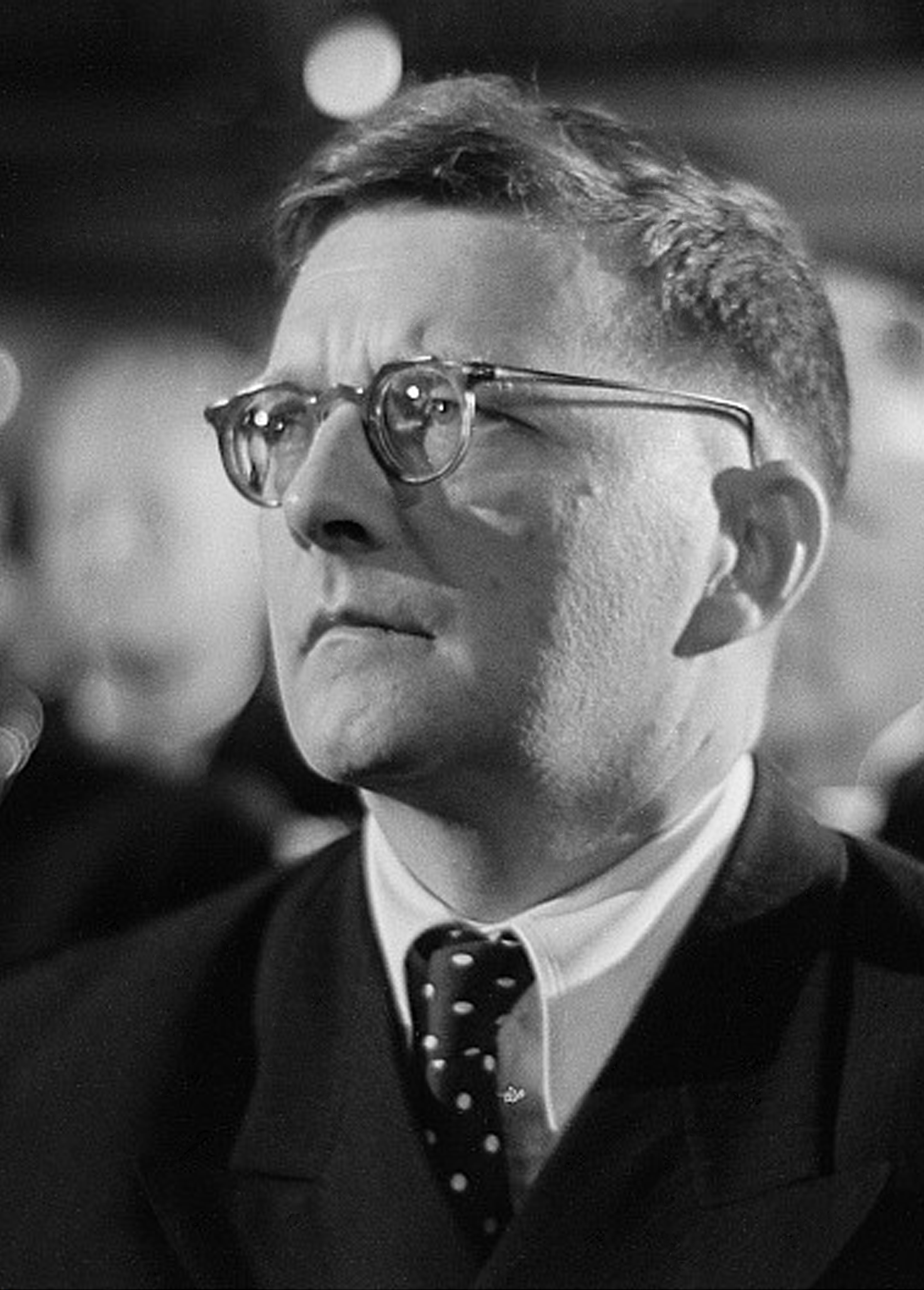
Xostakóvitx va ser una de les primeres influències

El 1967 va escriure la seva Primera Simfonia dos anys després de graduar-se al Conservatori. Així obria un cicle de set simfonies, caracteritzat per estructures d’un sol moviment, d’una durada aproximada de 20 a 30 minuts. Totes elles es distingien per l’ús de paroxismes dinàmics d’una gran violència i per la presència de cèl·lules temàtiques curtes i escassament desenvolupades. Aquest primer opus simfònic incorpora elements rítmicament motoritzats, de vegades amb un caire grotesc, que remeten a algunes marxes característiques de Xostakóvitx. La Simfonia núm. 1 ja anticipa els elements característics de l’estil futur de Kantxeli: forts contrastos dinàmics, una sonoritat massiva, silencis profunds alternats amb esclats intensos, i una tendència creixent cap a la salmòdia, el misticisme i la contemplació espiritual.
L’estrena de la Primera Simfonia va ser un esdeveniment impactant. Malgrat la sala plena, gran part del públic va quedar desconcertat per l’estil trencador de l’obra, marcada per contrastos extrems i una explosió sonora inesperada al final. L’experiència va generar reaccions incòmodes, fins i tot d’amics i familiars dels intèrprets, i algunes persones van abandonar la sala. Kantxeli va compondre la seva música pensant en Djànsug Kakhidze com a director, qui revisava i millorava les seves obres. Aquesta col·laboració va ser clau per al desenvolupament artístic de Kantxeli.
En aquell temps del Teló d'acer, Xostakóvitx vivia i componia, i tots els joves compositors estaven fascinats per la seva música. No hi havia cap altra informació musical. La música de Xostakóvitx era l’única música moderna a la qual la seva generació tenia accés. Només més tard va descobrir Mahler, però segons Kantxeli: «la música de Xostakóvitx ens va salvar». Als anys seixanta, va començar el Desglaç, i va saber que existia Schönberg, Webern, Berg i d’altres compositors de l’avantguarda.
Les seves primeres obres van rebre sobretot la influència de Bartók i del folklore transcaucàsic, tan extraordinàriament ric i viu. Va col·laborar amb artistes teatrals contemporanis del seu país, va adquirir experiència en música per a cinema i, a poc a poc, va escoltar amb més freqüència música recent d’Occident i dels Estats Units. En el seu context, era natural que els artistes soviètics donessin un valor immens a qualsevol informació que provingués d’Occident: l’avantguarda occidental era un món remot, però no totalment inaccessible. La seva vinculació amb l’àmbit teatral és evident en la seva producció, que abasta música per a nombroses pel·lícules i espectacles escènics, incloent-hi adaptacions de peces de Shakespeare, Anouilh i Brecht.

### Segona simfonia

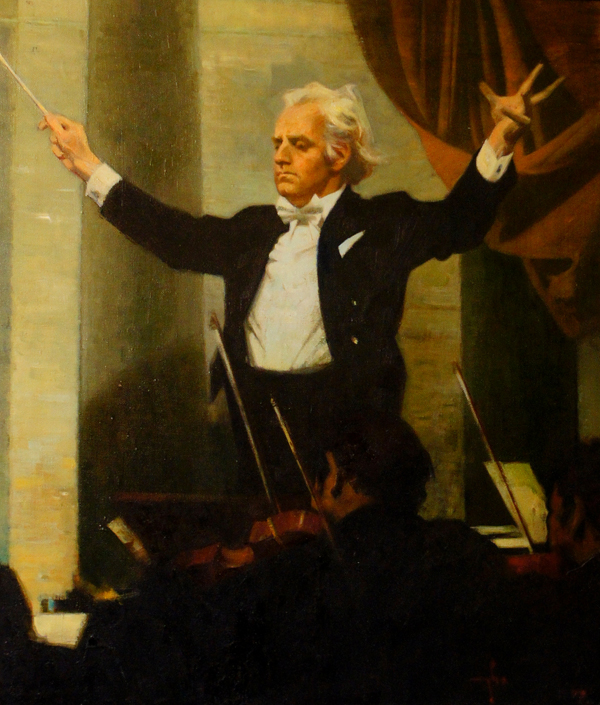
Djànsug Kakhidze, va dirigir les estrenes de les seves simfonies

L’any 1970, quan va compondre la Simfonia núm. 2, Guia Kantxeli s’uní al claustre del Conservatori de Tbilissi per ensenyar composició. Un any més tard seria nomenat director musical del Teatre Rustaveli, funció que aprofundí el seu interès per la música de l’escena i del cinema, i el seu interès per la cultura.
La Segona Simfonia es va estrenar el 31 d’octubre de 1970 a Tbilisi, de nou dirigida per Djànsug Kakhidze. Inspirada en cants populars polifònics georgians, que només suggereix sense citar, combina trets modals, contrastos entre parts lentes i ràpides i fortes tensions dinàmiques. Inclou sons de campanes al tercer moviment i mostra influències de Stravinski. L’obra es considera la seva primera gran obra mestra.
L’any 1972, Kantxeli va ser nomenat professor d’orquestració al Conservatori de Tbilisi i va rebre el títol d’Artista Emèrit de la República Socialista Soviètica de Geòrgia. El 1973 va ser guardonat amb la Medalla de les Arts de Geòrgia. L’any 1973, va obtenir un reconeixement oficial en ser elegit membre del consell de la Unió de Compositors de Geòrgia. Com molts dels seus col·legues, creia que estar dins l’aparell estatal li permetrà defensar millor les seves idees. La seva fama i prestigi es reforcen no només com a professor del Conservatori i compositor emergent, sinó també com a pianista consumat.

### Tercera simfonia
L'11 d'octubre de 1973 es va estrenar la Tercera simfonia a Tbilisi, dirigida per Djànsug Kakhidze, en qui Kantxeli confiava habitualment la direcció de les seves obres i a qui va ser dedicada. La veu suau i gairebé fantasmal del tenor crea un efecte magnífic; més endavant és substituïda per instruments. Aquesta veu representa la tristesa i la introspecció, en fort contrast amb el món violent que expressa l’orquestració agressiva. Aquesta és una de les obres més importants de Kantxeli i la primera de les seves simfonies que presenta un desenvolupament complex on es revela clarament la seva personalitat. Des del 1974 va ser cap de l'Associació de Joves Compositors de Geòrgia.

### Quarta simfonia
L’any 1976 va rebre el Premi Estatal de l’URSS. per la seva Quarta Simfonia, que s'havia estrenat el 13 de gener de 1975 a Tbilisi. El gener de 1978, després de l'estrena als Estats Units, amb l'Orquestra de Filadèlfia sota la direcció de Iuri Temirkànov, la seva música va despertar l'interès a Occident per primera vegada.

### Cinquena simfonia
Kantxeli va passar llargues temporades a Dilidjan, armènia, en companyia de molts altres compositors armenis, soviètics i europeus, i és on assegura que va compondre gran part de les seves primeres sis simfonies. També va passar temporades al balneari de Borjomi, a Geòrgia.
Posteriorment, l'editorial novaiorquesa Schirmer va encarregar la seva Cinquena Simfonia. Dedicada a la memòria dels seus pares, de totes les obres de Kantxeli, la Cinquena Simfonia és la menys optimista.
La Gewandhaus de Leipzig va encarregar la Sisena, però les dificultats de viatjar a l'estranger sota el sistema comunista van impedir que el compositor capitalitzés aquest èxit.A partir d'aquest moment, les seves obres són interpretades, a part de Djànsug Kakhidze, per músics de la talla de Gidon Kremer, Mstislav Rostropóvitx, Dennis Russell Davies, Iuri Baixmet, Kim Kashkashian o el Kronos Quartet.
Després d’haver dedicat els primers anys vuitanta a l’òpera Música per als vius, Kantxeli va tornar a captar l’atenció internacional el 1988, quan la seva gairebé cantata Tristesa lluminosa va ser interpretada al Tercer Festival Internacional de Música Contemporània de Leningrad. El 1990, Tristesa lluminosa i les seves simfonies tercera, quarta, cinquena i sisena es van editar en CD, deixant ben palès que ens trobàvem davant d’un compositor contemporani excepcional, capaç de crear una música emotiva, imaginativa i de gran força comunicativa dins d’un llenguatge tonal.
Des del 1984 primer secretari de la junta de la Unió de Compositors de l'RSS de Geòrgia, succeint el seu íntim amic Givi Ordzhonikidze després de la seva mort, que va viure amb immens dolor. Ordzhonikidze va deixar una important biografia de Xostakóvitx. Des del 1986 secretari de la junta de la Unió de Compositors de l'URSS. Tot plegat, destacant per la seva integritat artística en un context soviètic rigorós. Va ser nomenat Artista Nacional de la Unió Soviètica el 1988.
Aquest intens ritme d’activitat musical i paramusical explica que el nombre de partitures completades fos reduït: només una desena l’any 1989, després de vint-i-dos anys de carrera. A partir de l’any 1990, es va produir una autèntica transformació en la seva producció: una veritable explosió creativa.

### Berlín
El 1991 Kantxeli va rebre una beca de l’Acadèmia Alemanya d’Arts a Berlín. Pensava tornar a Tbilissi el 1992, però aquell any va començar la Guerra Civil georgiana i va decidir esperar i veure com anaven les coses, mentre la seva situació econòmica ho permetés. Però va anar rebent encàrrecs que li van permetre romandre a Occident. Tot i això, va visitar sovint Tbilissi. A Alemanya, va trobar un entorn favorable —material, artístic i emocional— que li va permetre donar forma a les seves aspiracions creatives. El ritme de composició que va assolir fou extraordinari: en només quatre anys va produir més música que en vint anys de trajectòria anterior.

### Anvers
El 1995 es va establir a Anvers, convidat com a compositor resident de la Reial Orquestra Filharmònica Flamenca. També va ser compositor resident al Festival Internacional de Música de Lucerna, durant l’agost i el setembre de 1999.
Després de l'exili, les seves composicions van estar impregnades d’un to elegíac, on la mort i la separació hi tenen una presència constant, fent més evidents les connotacions religioses de la seva obra.
Kantxeli va compondre la música de més de setanta pel·lícules, la majoria de l'època soviètica, i és precisament per aquestes obres que tingué la gran fama en el seu país i a Rússia.
En l’àmbit personal, l’any 1967 Guia Kantxeli es va casar amb Valentina Bidzinovna Jikia (nascuda el 23 d’agost de 1946), musicòloga de professió. La parella va preservar sempre la seva intimitat amb molta discreció. Giya l’anomenava habitualment Lula. Junts van compartir, aparentment, una convivència harmònica durant prop de cinquanta anys, i van tenir dos fills: una filla, Nato (Anna), i un fill, Sandro, que és productor, director i artista gràfic.

## Estil
El catàleg de Kantxeli és molt concís i se centra exclusivament en gèneres fonamentals com la simfonia i l’òpera, evitant obres de caràcter recreatiu. Va compondre set simfonies, dues obres orquestrals més, una cantata-oratori i una òpera, a part de música de cambra. Les seves composicions reflecteixen una orientació cap a l’essencial i l’humà, prescindint de tècniques com el contrapunt o l’ús del folklore. No va buscar fórmules establertes ni va fer analogies amb altres autors, i mai no va explicar per escrit la seva manera de treballar. El seu estil, profundament personal, destaca per una dramatúrgia infal·lible que roman en part enigmàtica.
En els primers anys de trajectòria, Kantxeli va ser acusat de cosmopolitisme i d’imitar l’avantguarda occidental. Amb els anys, el seu estil expressiu ha evolucionat des d’un llenguatge de caràcter neo-bartokià fins a una escriptura d’alè èpic, profundament marcada per la tradició musical georgiana. Tot i la seva crítica a la incorporació directa del folklore en la música culta, evita deliberadament la cita literal de materials populars; tanmateix, tant la seva concepció sonora com la seva entonació revelen una empremta folklòrica molt present.
La seva obra és sovint tonal, simple de vegades, fins i tot minimalista. Va començar a atraure l’atenció del gran públic musical durant la dècada de 1970. La seva primera obra, Concert per a orquestra (1962), va tenir una bona acollida, i entre 1967 i 1986 va escriure set simfonies estrenades per l’Orquestra Simfònica de l’Estat de Geòrgia sota la batuta de Djànsug Kakhidze. També va compondre diverses obres per a orquestra, una òpera i música de cambra. El 1988, Kantxeli va rebre el títol honorífic d’Artista del Poble Soviètic.

## Reconeixements
Va rebre premis com el Premi Estatal de l'URSS (1977), el Premi Rustaveli de Geòrgia (1981), el Premi Nika per música de cinema (1987), l’Ordre Nacional del Mèrit (1995) i el premi Wolf Foundation el 2008.
El compositor rus Alfred Schnittke va definir Kantxeli com a compositor: «és aquest estrany do que té i que fa que el temps sembli suspès. Des de la primera nota, ens alliberem del temps real, estructurat periòdicament, i el vivim com una cosa infinita, que llisca davant nostre com un núvol. En l’espai relativament breu de vint o trenta minuts de música pausada, experimentem de primera mà una vida sencera o una història sencera, però sense notar cap sotrac temporal. Llisquem sobre els segles com si fóssim en un avió sense percepció de velocitat».
La directora Teona Jorbenadze va escriure i dirigir el 2015 el documental Giya Kancheli. Angels of Sorrow en homenatge al 80è aniversari del compositor.
L'Orquestra Juvenil Giya Kancheli de Tbilisi porta el seu nom i s'ha consolidat com un dels conjunts més distingits i respectats de Geòrgia.

## Obres

### Escena
- Música per als vius, òpera en dos actes (1982–1984)

### Orquestral
- Simfonies
  - Simfonia núm. 1 (1967)
  - Simfonia núm. 2 Cants (1970)
  - Simfonia núm. 3 (1973)
  - Simfonia núm. 4 A la memòria de Miquel Àngel (1974)
  - Simfonia núm. 5 A la memòria dels meus pares (1977)
  - Simfonia núm. 6 (1978–1980)
  - Simfonia núm. 7 Epíleg (1986)
- Concert per a orquestra (1961)
- Plorat pel vent (Vom Winde beweint), litúrgia per a viola (o violoncel) i orquestra (1989)
- Pregàries del matí per a orquestra de cambra i cinta (1990)
- Abii ne viderem (Em vaig girar per no veure), per a flauta alta / viola, piano i orquestra de cordes (1992–1994)
- Un altre pas... (Noch Einen Schritt...) (1992)
- Sense ales (1993)
- Magnum Ignotum (1994)
- Terra de dol (1994)
- Lament, música de dol en memòria de Luigi Nono (1994)
- Simi, Pensaments sense alegria, per a violoncel i orquestra (1995)
- ...à la Duduki (1995)
- V & V (1995)
- Valse Boston per a piano i cordes (1996)
- Diplipito (1997)
- Trauerfarbenes Land (1997)
- Infantesa retrobada (1998)
- Sio per a cordes, piano i percussió (1998)
- Rokwa (1999)
- I l’adéu marxa sospirant... (1999)
- Una petita Danelíada (2000)
- ...al Niente (2000)
- Ergo (2000)
- No et planyes (2001)
- Empremtes (2002)
- Solitari – 2 grans Slava de 2 GK (2002)
- Zona de guerra (2002)
- Twilight (2004)
- Ex Contrario (2006)
- Kapote (2006)
- Pregària silenciosa (2007)
- Cant trencat (2007)
- Ilori (2010)
- Chiaroscuro per a violí i orquestra de cambra (2011)
- Persistència per a gran orquestra (2012)
- Nu.Mu.Zu (No ho sé) (2015)
- Cartes als amics (2016)
- Música per a quintet de vent i orquestra (2016)

### Cambra
- Quintet de vent (1961)
- Pregàries de la nit per a quartet de corda (1992–1995)
- Caris Mere (Després del vent), per a soprano i viola (1994)
- Magnum Ignotum per a conjunt de vent i cinta (1994)
- En lloc d’un tango per a violí, bandoneó, piano i contrabaix (1996)
- El temps... i una altra vegada per a violí i piano (1996)
- In L’Istesso Tempo per a quartet amb piano (1997)
- Ninna Nanna per a flauta i quartet de corda (2008)
- Quintet de vent (2013)
- Middelheim (2016)

### Coral/Vocal
- Tristesa lluminosa, música per a orquestra, cor de nens i dues sopranos infantils (dedicada als infants morts durant la Segona Guerra Mundial) (1984)
- Pregàries del migdia, per a soprano, clarinet i orquestra de cambra (1990)
- Pregàries del vespre, per a vuit veus d'alt i orquestra de cambra (1991)
- Salm 23, per a soprano i orquestra de cambra (1993)
- Lament, concert per a violí, soprano i orquestra (1994)
- Diplipito, per a violoncel, contratenor i orquestra de cambra (1997)
- I l’adéu s’escapa sospirant..., per a violí, contratenor i orquestra (1999)
- Styx, per a viola, cor mixt i orquestra (1999)
- Little Imber, per a veu solista, cors infantil i masculí, i petit conjunt instrumental (2003)
- Amao Omi, per a cor SATB i quartet de saxòfons (2005)
- Adormint el sol, per a cor mixt a sis veus i percussió (2008)
- Dixi, per a cor mixt i orquestra (2009)

## Bandes sonores
- Children of the sea (1964)
- Gold (animació, 1965)
- Melancholy romance (1967)
- Extraordinary Exhibition (1968)
- Don't Grieve (1968)
- Competition (1970)
- Feola (curtmetratge) (1970)
- The Jug (curtmetratge) (1970)
- Neighbour (1971)
- When almonds blossomed (1972)
- White stones (curtmetratge, 1972)
- Gladiator (curtmetratge, 1972)
- Record (1973)
- The Eccentrics (1974)
- Captains (1974)
- Night visit (1974)
- Magic egg (animació, 1974)
- Caucasian prisoner (1975)
- Caucasian romance (1975)
- Stepmother of Samanishvili (1977)
- Mimino (1977)
- Cinema (1977)
- Khanuma (1978)
- Caucasian story (1978)
- Dumas in Caucasia (1979)
- Ground of ancestors (1979)
- Earth, This Is Your Son (1980)
- Blue Mountains (1983)
- Day Is Longer Than Night  (1984)
- Kin-dza-dza! (1986)
- King Lear (1987)
- Life of Don Quixote and Sancho Panza (1988)
- Passport (1990)
- National Bomb (2004)
- Happiness (2009)
- Felicita (2010)
- After the mountains (2010)
- Ku! Kin-dza-dza (animació, 2012)